# Calamagrostis vulcanica
Calamagrostis vulcanica är en gräsart som beskrevs av Jason Richard Swallen. Calamagrostis vulcanica ingår i släktet rör, och familjen gräs.
Artens utbredningsområde är Guatemala. Inga underarter finns listade i Catalogue of Life.